# Olympische Sommerspiele 1984/Teilnehmer (Rumänien)
| Gelbes Symbol für Goldmedaillen mit stilisierten Olympischen Ringen | Graues Symbol für Silbermedaillen mit stilisierten Olympischen Ringen | Braundes Symbol für Bronzemedaillen mit stilisierten Olympischen Ringen |
| ------------------------------------------------------------------- | --------------------------------------------------------------------- | ----------------------------------------------------------------------- |
| 20                                                                  | 16                                                                    | 17                                                                      |

Rumänien nahm an den Olympischen Sommerspielen 1984 in Los Angeles trotz des Boykotts der meisten osteuropäischen Staaten mit einer Delegation von 124 Athleten teil. Fahnenträger bei der Eröffnungsfeier war der Schütze Corneliu Ion. Die erfolgreichste Sportlerin war die Turnerin Ecaterina Szabó mit fünf Medaillen.

## Teilnehmer nach Sportarten

### Boxen
- Mircea Fulger, Bronze
- Georgică Donici
- Viorel Ioana
- Rudel Obreja
- Gheorghe Simion
- Nicolae Talpoș

### Fechten
- Aurora Dan, Silber
- Elisabeta Guzganu, Silber
- Marcela Moldovan-Zsak, Silber
- Rozalia Oros, Silber
- Monika Weber-Koszto, Silber
- Alexandru Chiculiță, Bronze
- Corneliu Marin, Bronze
- Marin Mustață, Bronze
- Ioan Pop, Bronze
- Vilmoș Szabo, Bronze
- Petru Kuki

### Gewichtheben
- Petre Becheru, Gold
- Nicu Vlad, Gold
- Petre Dumitru, Silber
- Vasile Groapă, Silber
- Gelu Radu, Silber
- Andrei Socaci, Silber
- Ștefan Tașnadi, Silber
- Dragomir Cioroslan, Bronze
- Gheorghe Maftei
- Mircea Tuli

### Handball
- Mircea Bedivan, Bronze
- Dumitru Berbece, Bronze
- Iosif Boroș, Bronze
- Alexandru Buligan, Bronze
- Gheorghe Covaciu, Bronze
- Gheorghe Dogărescu, Bronze
- Marian Dumitru, Bronze
- Cornel Durău, Bronze
- Alexandru Fölker, Bronze
- Nicolae Munteanu, Bronze
- Vasile Oprea, Bronze
- Adrian Simion, Bronze
- Vasile Stîngă, Bronze
- Neculai Vasilcă, Bronze
- Maricel Voinea, Bronze

### Judo
- Mihai Cioc, Bronze
- Mircea Frățică, Bronze
- Constantin Niculae

### Kanu
- Ivan Patzaichin, Gold , Silber
- Toma Simionov, Gold , Silber
- Tecla Marinescu, Gold
- Nastasia Ionescu, Gold
- Agafia Constantin, Gold
- Maria Ștefan, Gold
- Costică Olaru, Bronze
- Ionel Constantin
- Vasile Dîba
- Alexandru Dulău
- Nicolae Fedosei
- Ion Geantă
- Ionel Lețcaie
- Angelin Velea

### Leichtathletik

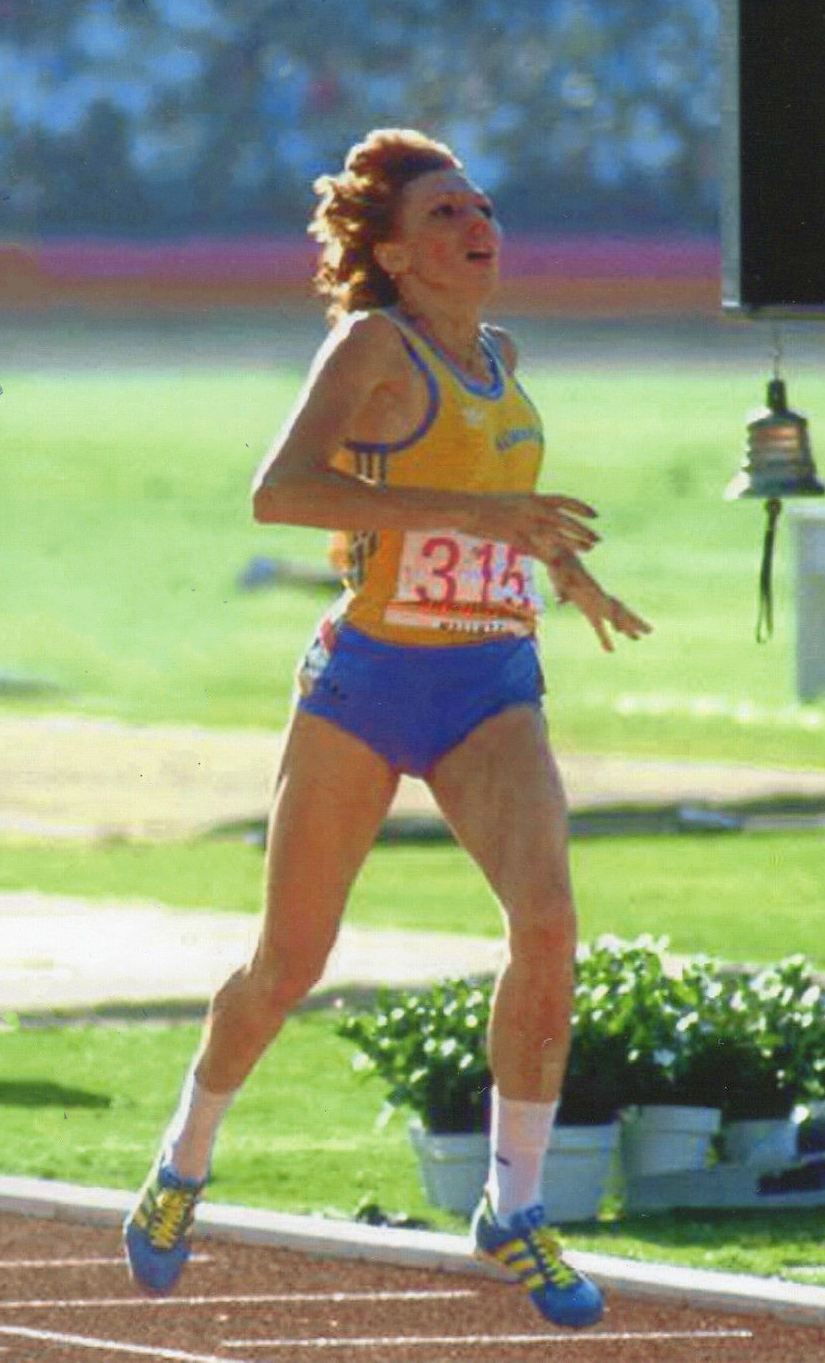
Doina Melinte

- Doina Melinte, Gold , Silber
- Maricica Puică, Gold , Bronze
- Anișoara Stanciu, Gold
- Vali Ionescu, Silber
- Mihaela Loghin, Silber
- Cristieana Cojocaru, Bronze
- Fița Lovin, Bronze
- Florența Crăciunescu, Bronze
- Niculina Vasile

### Ringen
- Vasile Andrei, Gold
- Ion Draica, Gold
- Ilie Matei, Silber
- Victor Dolipschi, Bronze
- Vasile Pușcașu, Bronze
- Ștefan Rusu, Bronze
- Mihai Cișmaș
- Ștefan Negrișan
- Constantin Uță
- Niculae Zamfir

### Rudern
- Viorica Ioja, Gold , Silber
- Chira Apostol, Gold
- Rodica Arba, Gold
- Ioana Badea, Gold
- Sofia Corban, Gold
- Olga Homeghi, Gold
- Petru Iosub, Gold
- Florica Lavric, Gold
- Ecaterina Oancia, Gold
- Elisabeta Lipă, Gold
- Elena Horvat, Gold
- Mărioara Popescu, Gold
- Valeria Răcilă, Gold
- Anișoara Sorohan, Gold
- Maria Fricioiu, Gold
- Maricica Țăran, Gold
- Valer Toma, Gold
- Mihaela Armășescu, Silber
- Adriana Chelariu, Silber
- Camelia Diaconescu, Silber
- Aneta Mihaly, Silber
- Aurora Pleșca, Silber
- Dimitrie Popescu, Silber
- Dumitru Răducanu, Silber
- Lucia Sauca, Silber
- Doina Bălan, Silber
- Vasile Tomoiagă, Silber
- Mărioara Trașcă, Silber

### Rhythmische Sportgymnastik
- Doina Stăiculescu, Silber
- Alina Drăgan

### Schießen
- Corneliu Ion, Silber
- Sorin Babii
- Elena Macovei
- Maria Macovei
- Constantin Stan
- Marin Stan

### Schwimmen
- Aneta Pătrășcoiu, Bronze
- Carmen Bunaciu

### Turnen
- Ecaterina Szabó, 4 × Gold , Silber
- Simona Păuca, 2 × Gold , Bronze
- Lavinia Agache, Gold , Bronze
- Laura Cutina, Gold
- Cristina Grigoraș, Gold
- Mihaela Stănuleț, Gold
- Emilian Necula
- Valentin Pîntea